# Laverda Hockey Breganze 1976
Questa voce raccoglie le informazioni riguardanti il Laverda Hockey Breganze nelle competizioni ufficiali della stagione 1976.

## Maglie e sponsor
| 1ª divisa |

## Rosa
| N° | Naz.              | Ruolo | Sportivo            |  |  |  |
| -- | ----------------- | ----- | ------------------- |  |  |  |
| ?  | Italia (bandiera) | P     | Loris Basso         |  |  |  |
| ?  | Italia (bandiera) | E     | Aronne Cerato       |  |  |  |
| ?  | Italia (bandiera) | E     | Franco Girardelli   |  |  |  |
| ?  | Italia (bandiera) | E     | Mariano Guerra      |  |  |  |
| ?  | Italia (bandiera) | E     | Carlo Maculan       |  |  |  |
| ?  | Italia (bandiera) | E     | Giovanni Pallaro    |  |  |  |
| ?  | Italia (bandiera) | E     | Fabio Rizzitelli    |  |  |  |
| ?  | Italia (bandiera) | E     | Mario Saccardo      |  |  |  |
| ?  | Italia (bandiera) | E     | Renato Saccardo     |  |  |  |
| ?  | Italia (bandiera) | P     | Giambattista Stella |  |  |  |

- Allenatore:  Eugenio Leoni